# 霍尼敦 (北卡羅萊納州)
霍尼敦（英語：Horneytown）是位於美國北卡羅萊納州福賽斯縣的非建制地區。

## 地理
霍尼敦所處的海拔為高於海平面278米（即912英呎），而該地所採用的時區為UTC-5，即北美东部时区（EST）。同時該地設有夏令時間，為UTC-5調快一小時，即UTC-4（EDT）。